# Берхтесгаден
Берхтесгаден (на немски: Berchtesgaden) е селище в югоизточната част на Горна Бавария, Германия. Намира се на 20 km западно от австрийския град Залцбург. В миналото е основен център за производство на сол в региона, чрез своите мини със солни находища. В близост до него е комплексът от резиденция и бункери през Втората световна война Оберзалцберг, един от главните центрове на местоположението на Адолф Хитлер (Бергхоф). На 6 km от селището се намира Кьонигсзе (Кралско езеро), главна туристическа дестинация в Бавария. Тук се помещава Международната федерация по шейни (FIL), а в близост до селището се намира улей за шейни и бобслей. Население 7649 жители към 30 юни 2007 г.